# Eddie Willis
Eddie Willis (ur. 3 czerwca 1936 w Grenadzie, zm. 20 sierpnia 2018 w Gore Springs) – amerykański muzyk i gitarzysta soulowy. Grał na gitarze elektrycznej i od czasu do czasu sitarach elektrycznych w wytwórni płytowej Motown Records w latach sześćdziesiątych i wczesnych siedemdziesiątych.

## Kariera
Willis urodził się w Grenadzie w stanie Mississippi w 1936 roku. Jego styl słynął z charakterystycznych, stonowanych gitarowych riffów, które dodawały charakterystyczny ton lub „kolor” do rytmu. Wśród nagrań, które wykonał Willis, są „Proszę pana listonosza” The Marvelettes, „Sposób, w jaki robisz rzeczy, które robisz” The Temptations, „You Keep Me Hanging On” The Supremes i „I Was Made to Love It” Steviego Wondera.
Grał na gitarze Gibson Firebird w większości wczesnych lat 60., później wykorzystując Gibsona ES-335. Na nagraniach takich jak „The Supremes” „No Matter What Sign You Are” Willis wystąpił na sitarze Coral.
Przyjął propozycję od Phila Collinsa, by zagrać na jego albumie Motown.
Eddie Willis zmarł 20 sierpnia 2018 roku w Gore Springs z powodu powikłań z chorobą Heinego-Medina.